# Bosc Nacional Wallowa-Whitman

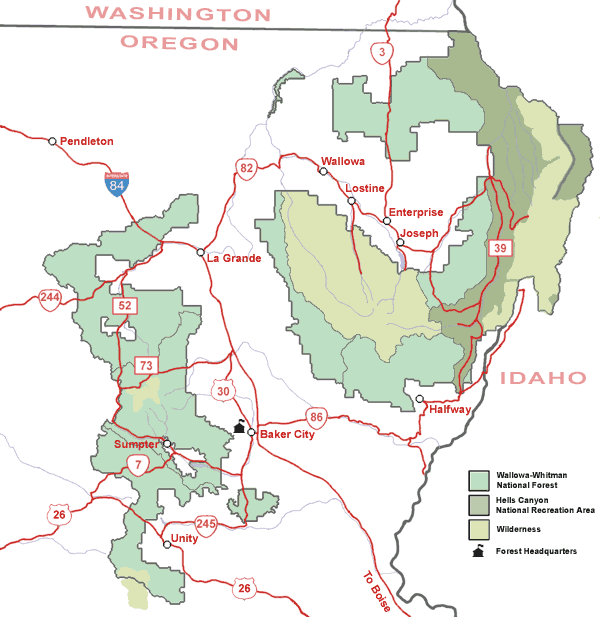
Mapa del bosc mostrant les seves àrees salvatges, l'Àrea Recreativa Nacional Hells Canyon, i la seu del bosc a Baker City (Oregon)

El Bosc Nacional Wallowa-Whitman (Wallowa-Whitman National Forest), que se situa principalment al nord-est d'Oregon als Estats Units amb un petita secció al sud-oest d'Idaho, constitueix una àrea protegida d'aquest país gestionada pel Servei Forestal dels Estats Units. S'estén des de les Blue Mountains ("muntanyes blaves") fins al riu Snake. Les elevacions varien des de 267 metres a Hells Canyon ("canyó de l'infern"), el cangost més profund d'Amèrica del Nord, fins a 3.001 metres a la cimera del pic Sacajawea a l'àrea salvatge Eagle Cap. La seu administrativa del bosc és localitzada a Baker City (Oregon).

## Designacions especials
Hi ha quatre àrees salvatges designades al Bosc Nacional Wallowa-Whitman. Tres d'ells s'estenen als boscos nacionals adjacents o al territori gestionat per l'Oficina d'Administració de Terres (BLM).
- Eagle Cap
- Hells Canyon (parcialment al Bosc Nacional Nez Perce, Bosc Nacional Payette i a terres gestionades per la BLM)
- Monument Rock (majoritàriament al Bosc Nacional Malheur)
- North Fork John Day (majoritàriament al Bosc Nacional Umatilla)

El Bosc Nacional també gestiona l'Àrea Recreativa Nacional Hells Canyon o Àrea Recreativa Nacional del Canyó de l'Infern (Hells Canyon National Recreation Area). Hells Canyon és el congost més profund d'Amèrica del Nord, amb una profunditat de 2412 metres, tallat pel riu Snake.